# The Cut (film, 2024)
Pour les articles homonymes, voir Cut.
Ne doit pas être confondu avec The Cut.
Pour plus de détails, voir Fiche technique et Distribution.
The Cut est un film américano-britannique réalisé par Sean Ellis et sorti en 2024.
Le film met en scène Orlando Bloom dans le rôle d'un boxeur mettant fin à sa retraite pour conquérir un titre de champion. À la demande de son entraîneur, il doit suivre un régime amaigrissant drastique . Le film est présenté en avant-première au festival international du film de Toronto 2024 et sort en salles l'année suivante.

## Synopsis
Déterminé à remporter un titre de champion, un boxeur sort de sa retraite. Dans une chambre d'hôtel de Las Vegas, il va suivre un programme d'entrainement intense et une phase de perte de poids exténuante, sous la direction de Boz, un entraîneur exigeant et peu orthodoxe. Sa compagne Caitlin, assiste impuissante à cette torture que s'inflige le boxeur,.

## Fiche technique
Sauf indication contraire, les informations mentionnées dans cette section peuvent être confirmées par les bases de données cinématographiques IMDb et Allociné,  présentes dans la section « Liens externes ».
- Titre original : The Cut
- Réalisation : Sean Ellis
- Scénario : Justin Bull, d'après une histoire de Mark Lane
- Musique : Lorne Balfe et Stuart Michael Thomas
- Décors : Matthew Button
- Costumes : Sophie Canale
- Photographie : Sean Ellis
- Montage : Mátyás Fekete
- Production : Orlando Bloom, Leonora Darby, James Harris, Adam Karasick, Mark Lane et Bret Saxon
- Sociétés de production : Tea Shop Productions et Amazing Owl
- Société de distribution : Republic Pictures (États-Unis)
- Budget : N/A
- Pays de production :  États-Unis,  Royaume-Uni
- Langue originale : anglais
- Format : couleur
- Genre : thriller
- Durée : 99 minutes
- Dates de sortie[3] :
  - Canada : 5 septembre 2024 (festival de Toronto)
  - États-Unis : 5 septembre 2025
- Classification[4] :
  - États-Unis : R

## Distribution
- Orlando Bloom : le boxeur
- Caitríona Balfe : Caitlin
- John Turturro : Boz

## Production
Le scénario de The Cut est écrit par Justin Bull, d'après une histoire de Mark Lane. Courant 2023, Deadline Hollywood révèle que le tournage se déroulera à l'été dans le Nevada.. Dans une interview pour le site Collider, Orlando Bloom il a rapporté qu'il avoir perdu plus de 15 kilos (35 livres) pour son rôle,.

## Sortie et accueil

### Dates de sortie
The Cut est présenté en avant-première au festival de Toronto en septembre 2024 dans la catégorie Special Presentations,. Il sortira dans les salles américaines un an plus tard, le 5 septembre 2025.

### Critique
Sur le site d'agrégation de critiques Rotten Tomatoes, le film obtient 77% d'avis favorables, pour 13 critiques. Sur le site Metacritic, qui utilise une moyenne pondérée, le film obtient la note de 52⁄100 pour 8 critiques.